# Saint-Georges-Nigremont
Saint-Georges-Nigremont är en kommun i departementet Creuse i regionen Nouvelle-Aquitaine i de centrala delarna av Frankrike. Kommunen ligger i kantonen Crocq som tillhör arrondissementet Aubusson. År 2022 hade Saint-Georges-Nigremont 145 invånare.

## Befolkningsutveckling
Antalet invånare i kommunen Saint-Georges-Nigremont
Referens:INSEE